# Loughgall F.C.
Loughgall F.C. (ang. Loughgall Football Club) – północnoirlandzki klub piłkarski, mający siedzibę we wsi Loughgall (hrabstwo Armagh), na południu kraju, grający od sezonu 2025/26 w rozgrywkach NIFL Championship.

## Historia
Chronologia nazw:
- 1967: Loughgall F.C. (ang. ФК Крумовград)

Klub piłkarski Loughgall F.C. został założony w Loughgall w 1967 roku. Początkowo zespół brał udział w wielu lokalnych ligach letnich i rozgrywkach pucharowych. W pierwszych dwóch sezonach 1967 i 1968 wygrał Greystone League, po czym przeniósł się do Lonsdale League. Dwa lata z rzędu został także mistrzem Lonsdale League. We wczesnych latach klub zdobył także wiele Pucharów lokalnych.
W 1973 roku klub został przyjęty do Mid Ulster League Division Two. Zespół wywalczył awans w swoim pierwszym sezonie, a w następnym roku bez porażki zwyciężył w Mid Ulster League Division One. W sezonach 1976/77, 1977/78, 1978/79 i 1979/80 zdobył cztery kolejne tytuły mistrzowskie Division One.
Następnie klub przeniósł się do Irish Football League w 1991 roku, kiedy został zakwalifikowany do B Division (D2). W latach 1995–1998 udało mu się cztery razy z rzędu wygrać dywizję B. W sezonie 1995/96 A Division została podzielona na dwie dywizje - Premier Division oraz First Division, a B Division spadła na trzeci poziom. W 1997 roku zespół dotarł do półfinału Pucharu Irlandii Północnej. W 1999 dywizja B zmieniła nazwę na Irish League Second Division.
W sezonie 2003/04 roku została utworzona Intermediate League First Division (D2), do której został zakwalifikowany klub. Niespodziewanie zespół wygrał First Division i po raz pierwszy w swojej historii awansował do Irish Premier League. W debiutował sezonie 2004/05 zajął 12.pozycję w najwyższej lidze. Klub utrzymywał się w Premier League przez trzy sezony, zanim ostatecznie spadł w 2007 roku do Intermediate League First Division (D2). W następnym sezonie 2007/08 zespół wygrał First Division wraz z Pucharem Boba Radcliffe'a, Pucharem Mid Ulster, Pucharem Intermediate i Pucharem Ligi Carnegie. Pomimo wygranej w lidze klub nie otrzymał promocji z powodu skrócenia liczby drużyn w Premier League z 16 do 12 (liga również zmieniła nazwę na IFA Premiership). W następnym sezonie klub zajął trzecie miejsce w IFA Championship. Sezon 2009/10 był również bardzo udany, ponieważ zdobył tytułu mistrza IFA Championship 1 po raz drugi w ciągu trzech lat. Jednak klub nie awansował do Premiership, ponieważ nie uzyskał wymaganej licencji. Przez kolejne 10 lat zespół z różnym sukcesem grał na drugim poziomie. W sezonie 2019/20 nie dokończono rozgrywek przez pandemię COVID-19, a w następnym 2020/21 zostały anulowane. Sezon 2021/22 zespół zakończył na trzeciej pozycji w NIFL Championship, a w następnym sezonie 2022/23 zwyciężył w lidze i po raz drugi w swojej historii zapewnił sobie miejsce w NIFL Premiership.

## Barwy klubowe, strój, herb, hymn
|  |  |

Klub ma barwy niebiesko-białe. Zawodnicy domowe spotkania zazwyczaj grają w niebieskich koszulkach z białym paskiem na rękawach, niebieskich spodenkach oraz niebieskich getrach.

## Sukcesy

### Trofea międzynarodowe
Nie uczestniczył w rozgrywkach europejskich (stan na 31-05-2023).

### Trofea krajowe
| \| \| Zdobyte trofea w rozgrywkach Irlandii Północnej (stan na: 31-05-2023) \| |                                                                       |      |                                    |
| Rozgrywki                                                                      | Osiągnięcie                                                           | Razy | Sezon(y)                           |
| Mistrzostwo                                                                    | I miejsce                                                             | 0    |                                    |
| Mistrzostwo                                                                    | II miejsce                                                            | 0    |                                    |
| Mistrzostwo                                                                    | III miejsce                                                           | 0    |                                    |
| Mistrzostwo                                                                    | 11.miejsce                                                            | 1    | 2005/06                            |
| Puchar                                                                         | zdobywca                                                              | 0    |                                    |
| Puchar                                                                         | finalista                                                             | 0    |                                    |
| Puchar                                                                         | półfinalista                                                          | 2    | 1996/97, 2017/18                   |
| II liga                                                                        | I miejsce                                                             | 4    | 2003/04, 2007/08, 2009/10, 2022/23 |
| II liga                                                                        | II miejsce                                                            | 1    | 1994/95                            |
| II liga                                                                        | III miejsce                                                           | 3    | 2008/09, 2019/20, 2021/22          |
| Irlandia Północna                                                              | Zdobyte trofea w rozgrywkach Irlandii Północnej (stan na: 31-05-2023) |      |                                    |

- Irish League B Division Section One / Irish League Second Division (D3):
  - mistrz (3x): 1995/96, 1996/97, 1997/98
  - wicemistrz (1x): 1999/00
  - 3.miejsce (1x): 2000/01

- Mid Ulster Premier League:
  - mistrz (1x): 1988/89

- Mid Ulster Division 1:
  - mistrz (5x): 1974/75, 1976/77, 1977/78, 1978/79, 1979/80

- Lonsdale League:
  - mistrz (2x): 1971/72, 1972/73

- Greystone League:
  - mistrz (2x): 1967, 1968

- Mid-Ulster Cup:
  - zdobywca (3x): 2003/04, 2007/08, 2019/20

- Irish Intermediate Cup:
  - zdobywca (2x): 1997/98, 2007/08

- IFA Intermediate League Cup:
  - zdobywca (1x): 2007/08

- Bob Radcliffe Cup:
  - zdobywca (12x): 1978/79, 1996/97, 1998/99, 1999/00, 2001/02, 2002/03, 2003/04, 2007/08, 2008/09, 2009/10, 2012/13, 2014/15

## Poszczególne sezony

### Rozgrywki międzynarodowe

#### Europejskie puchary
Nie uczestniczył w rozgrywkach europejskich.

### Rozgrywki krajowe
| \| Irlandia Północna \| Bilans występów klubu w rozgrywkach piłkarskich Irlandii Północnej (Stan na 31 maja 2023 r.) \| \| | |        |       |   |   |   |    |    |     |                               |        |        |      |
| Poziom | Rozgrywki                                                                                           | Sezony | Mecze | Z | R | P | B+ | B– | Pkt | Lata                          | Awanse | Spadki | Naj. |
| I | Irish Premier League / NIFL Premiership                                                             | 4      |       |   |   |   |    |    |     | 2004–2007, od 2023            | 0      | 1      | 11   |
| II | Irish League B Division / Intermediate League First Division / IFA Championship / NIFL Championship | 21     |       |   |   |   |    |    |     | 1991–1995, 2003/04, 2007–2023 | 2      | 1      | 1    |
| III | Irish League B Division Section One / Irish League Second Division                                  | 8      |       |   |   |   |    |    |     | 1995–2003                     | 1      | 0      | 1    |
| | Puchar Irlandii Północnej                                                                           | 26     |       |   |   |   |    |    |     | od 1988/89                    | 0      | 0      | 1/2  |
| Irlandia Północna | Bilans występów klubu w rozgrywkach piłkarskich Irlandii Północnej (Stan na 31 maja 2023 r.)        |        |       |   |   |   |    |    |     |                               |        |        |      |

## Piłkarze, trenerzy, prezydenci i właściciele klubu

### Piłkarze

#### Aktualny skład zespołu
Stan na28 września 2023
| Nr | Poz. | Piłkarz               |
| -- | ---- | --------------------- |
| 1  | BR   | Berraat Turker        |
| 2  | OB   | Mark Carson           |
| 3  | OB   | Jamie Rea             |
| 4  | OB   | Ben Murdock (kapitan) |
| 5  | OB   | Oran Brogan           |
| 6  | PO   | Tiernan Kelly         |
| 7  | PO   | Pablo Andrade         |
| 8  | PO   | Alan Teggart          |
| 9  | NA   | Nathaniel Ferris      |
| 10 | NA   | Andrew Hoey           |
| 11 | NA   | Caolan McAleer        |
| 12 | PO   | Robbie Norton         |

| Nr | Poz. | Piłkarz                     |
| -- | ---- | --------------------------- |
| 13 | PO   | Jordan Gibson               |
| 14 | NA   | Mark Patton                 |
| 15 | OB   | Luke Cartwright             |
| 17 | PO   | Renei Batlokwa              |
| 19 | OB   | James Carroll               |
| 20 | BR   | Daniel Devine               |
| 21 | PO   | Benjamin Magee              |
| 22 | NA   | Jay Boyd (wyp. z Crusaders) |
| 23 | OB   | Caolan Loughran             |
| 24 | NA   | Aaron Duke                  |
| 28 | PO   | Alberto Baldé               |

### Trenerzy
- 1967–1970:  Noel Willis
- 1970–1976:  George Willis
- 1977–1981:  Sam Robinson
- 1983–1984:  Raymond Nesbitt
- 1984–1985:  Willie Forbes
- 1986–1999:  Alfie Wylie
- 1999:  Alan Fraser
- 1999-2001:  Ronnie Cromie
- 2001–2006:  Jimmy Gardiner
- 2006–2007:  Shane Reddish
- 2007–02.2011:  Niall Currie
- 05.2011–08.2013:  Colin Malone
- 08.2013–12.2013:  Gary McKinstry
- 12.2013–12.2014:  Brian Adair
- 01.2015–05.2015:  Noel Mitchell
- 05.2015–09.11.2016:  Stephen Uprichard / Steven Hawe
- od 09.11.2016:  Dean Smith

## Struktura klubu

### Stadion
Klub piłkarski rozgrywa swoje mecze domowe na stadionie Lakeview Park w Loughgall, który może pomieścić 3.000 widzów.

## Kibice i rywalizacja z innymi klubami

### Derby
- Annagh United F.C.
- Armagh City F.C.
- Dungannon Swifts F.C.
- Glenavon F.C.
- Portadown F.C.